# Cryptopimpla errabunda
Cryptopimpla errabunda là một loài tò vò trong họ Ichneumonidae.